# Titus Flavius Titianus (consul suffect)
 (mai 2016).
Titus Flavius Titianus (fl. aut. 200) était un homme politique de l'Empire romain.

## Vie
Fils de Titus Flavius Claudius Sulpicianus et de sa femme Flavia Titiana.
Il était consul suffect autour de 200. Durant le reigne de Caracalla il fut nommé Procurator d'Alexandrie. Il fut mis à mort par Théocrite, le favori de Caracalla, vers l'an 216.
Il s'est marié avec Postumia Varia, fille de Marcus Postumius Festus et de sa femme Vibia Paulla. Ils ont eu un fils, Titus Flavius au cognomen inconnu, père de Postumius Syagrius et une fille, Flavia Postumia Varia, femme d'un Ceionius, arrière-petit-fils de Marcus Ceionius Silvanus.